# Хав'єр Фрагосо
Хав'єр Гонсало Фрагосо Родрігес (ісп. Javier Gonzalo Fragoso Rodríguez, нар. 19 квітня 1942, Мехіко, Мексика — пом. 28 грудня 2014, Куернавака, Мексика) — мексиканський футболіст, виступав на позиції нападник.

## Клубна кар'єра
Професіональну кар’єру розпочав 1962 року в клубі «Америка», з яким двічі поспіль вигравав кубок Мексики (1964, 1965) та чемпіонат Мексики у 1966 році. У 1970 році перейшов у «Сакатепек», де - після нетривалого періоду часу в Пуеблі (1972/73) - закінчив кар'єру футболіста в сезоні 1973/74 років.

## Кар'єра в збірній
Учасник Олімпійського футбольного турніру 1964 року в Токіо.
У футболці національної збірної Мексики дебютував 1 квітня 1965 року в поєдинку проти Нідерландських Антильських островів. Хав'єр замінив нападника Хав'єра Вальдівію на початку другого тайму, коли Мексика вела в рахунку 2:0, й у період між 57-ю та 85-ю хвилинами відзачився хет-триком, встановивши остаточний рахунок у матчі, 5:0.
У складі збірної учасник чемпіонатів світу 1966 та 1970 років, де зіграв матч першого туру проти Франції (1966) та всі чотири поєдинки на домашньому чемпіонаті світу 1970 року. Чвертьфінал проти Італії (1:4) 14 червня 1970 року став також його останнім із 46 матчів у національній команді. Єдиним голом на чемпіонаті світу відзначився у другому турі чемпіонату світу 1970 року в переможному поєдинку проти Сальвадору (остаточний рахунок 4:0 на користь мексиканців), який також став для нього останнім у збірній.

### Голи за збірну
Рахунок та результат збірної Мексики вказано на початку.
| Гол | Дата           | Місце                                      | Суперник                         | Рахунок | Результат | Змагання                           |
| --- | -------------- | ------------------------------------------ | -------------------------------- | ------- | --------- | ---------------------------------- |
| 1.  | 1 квітня 1965  | Естадіо Матео Флорес, Гватемала, Гватемала | Нідерландські Антильські острови | 2–0     | 5–0       | Чемпіонат націй КОНКАКАФ 1965      |
| 2.  | 1 квітня 1965  | Естадіо Матео Флорес, Гватемала, Гватемала | Нідерландські Антильські острови | 3–0     | 5–0       | Чемпіонат націй КОНКАКАФ 1965      |
| 3.  | 1 квітня 1965  | Естадіо Матео Флорес, Гватемала, Гватемала | Нідерландські Антильські острови | 4–0     | 5–0       | Чемпіонат націй КОНКАКАФ 1965      |
| 4.  | 4 квітня 1965  | Естадіо Матео Флорес, Гватемала, Гватемала | Гаїті                            | 3–0     | 3–0       | Чемпіонат націй КОНКАКАФ 1965      |
| 5.  | 11 квітня 1965 | Естадіо Матео Флорес, Гватемала, Гватемала | Гватемала                        | 2–1     | 2–1       | Чемпіонат націй КОНКАКАФ 1965      |
| 6.  | 7 травня 1965  | Олімпійський стадіон, Мехіко, Мексика      | Ямайка                           | 1–0     | 8–0       | кваліфікація чемпіонату світу 1966 |
| 7.  | 7 травня 1965  | Олімпійський стадіон, Мехіко, Мексика      | Ямайка                           | 3–0     | 8–0       | кваліфікація чемпіонату світу 1966 |
| 8.  | 24 квітня 1966 | Олімпійський стадіон, Мехіко, Мексика      | Парагвай                         | 1–0     | 7–0       | Товариський матч                   |
| 9.  | 24 квітня 1966 | Олімпійський стадіон, Мехіко, Мексика      | Парагвай                         | 2–0     | 7–0       | Товариський матч                   |
| 10. | 24 квітня 1966 | Олімпійський стадіон, Мехіко, Мексика      | Парагвай                         | 7–0     | 7–0       | Товариський матч                   |
| 11. | 29 травня 1966 | Національний стадіон, Сантьяго, Чилі       | Чилі                             | 1–0     | 1–0       | Товариський матч                   |
| 12. | 22 серпня 1967 | Ацтека, Мехіко, Мексика                    | Аргентина                        | 1–0     | 2–1       | Товариський матч                   |
| 13. | 22 серпня 1967 | Ацтека, Мехіко, Мексика                    | Аргентина                        | 2–1     | 2–1       | Товариський матч                   |
| 14. | 31 жовтня 1968 | Маракана, Ріо-де-Жанейро, Бразилія         | Бразилія                         | 2–1     | 2–1       | Товариський матч                   |
| 15. | 4 лютого 1969  | Леон, Леон, Мексика                        | Колумбія                         | 1–0     | 1–0       | Товариський матч                   |
| 16. | 6 травня 1969  | Ідретспаркен, Копенгаген, Данія            | Данія                            | 1–0     | 3–1       | Товариський матч                   |
| 17. | 8 травня 1969  | Уллевол, Осло, Норвегія                    | Норвегія                         | 1–0     | 2–0       | Товариський матч                   |
| 18. | 8 травня 1969  | Уллевол, Осло, Норвегія                    | Норвегія                         | 2–0     | 2–0       | Товариський матч                   |
| 19. | 7 червня 1970  | Ацтека, Мехіко, Мексика                    | Сальвадор                        | 3–0     | 4–0       | чемпіонат світу 1970               |

## Досягнення
«Америка»
- Прімера Дивізіон Мексики
  -  Чемпіон (1): 1964

- Кубок Мексики
  -  Володар (2): 1964, 1965

Мексика
- Срібний призер Ігор Центральної Америки та Карибського басейну: 1962
- Переможець Чемпіонату націй КОНКАКАФ: 1965